# Christian Ramos
Christian Guillermo Ramos Garagay (ur. 4 listopada 1988 w Limie) – peruwiański piłkarz występujący najczęściej na pozycji środkowego obrońcy, obecnie zawodnik Tiburones Rojos.

## Kariera klubowa
Ramos pochodzi ze stołecznego miasta Lima i jest wychowankiem tamtejszego zespołu Sporting Cristal, do którego juniorów dołączył w wieku 13 lat. W peruwiańskiej Primera División zadebiutował w sezonie 2007, natomiast premierowego gola w najwyższej klasie rozgrywkowej strzelił rok później – 1 marca 2008 w wygranym 2:1 spotkaniu z José Gálvez. Po dwóch latach spędzonych w Sportingu Cristal przeniósł się do Universidadu San Martín, gdzie szybko wywalczył sobie miejsce w wyjściowym składzie i w 2009 roku wziął udział w pierwszym międzynarodowym turnieju w karierze – Copa Libertadores, odpadając w 1/8 finału. W rozgrywkach 2010 wywalczył z Universidadem mistrzostwo Peru.
Wiosną 2011 Ramos przeszedł już do trzeciego stołecznego zespołu – Alianzy Lima, w której spędził kolejny rok, zdobywając wicemistrzostwo kraju. Bezskutecznie startował także z Alianzą w Copa Libertadores. W 2012 roku powrócił do Universidadu San Martín.
| Sezon | Klub                   | Kraj | Rozgrywki        | Mecze | Bramki |
| ----- | ---------------------- | ---- | ---------------- | ----- | ------ |
| 2007  | Sporting Cristal       | Peru | Primera División | 5     | 0      |
| 2008  | Sporting Cristal       | Peru | Primera División | 46    | 2      |
| 2009  | Universidad San Martín | Peru | Primera División | 35    | 1      |
| 2010  | Universidad San Martín | Peru | Primera División | 35    | 1      |
| 2011  | Alianza Lima           | Peru | Primera División | 14    | 2      |
| 2012  | Universidad San Martín | Peru | Primera División | 35    | 5      |

## Kariera reprezentacyjna
W 2005 roku Ramos został powołany do reprezentacji Peru U–17 na młodzieżowe mistrzostwa świata w Peru. Pełnił wówczas funkcję kapitana gospodarzy i rozegrał wszystkie trzy spotkania, natomiast jego kadra odpadła już w fazie grupowej. W 2007 roku znalazł się w składzie na mistrzostwa Ameryki Południowej U–20, gdzie jednak Peruwiańczycy zajęli ostatnie miejsce w grupie, nie kwalifikując się na mistrzostwa świata w Kanadzie.
W seniorskiej reprezentacji Peru Ramos zadebiutował 6 lutego 2009 w przegranym 0:1 meczu towarzyskim z Salwadorem. W 2011 roku został powołany przez selekcjonera Sergio Markariána na rozgrywany w Argentynie turniej Copa América, na którym wystąpił w trzech spotkaniach, natomiast Peruwiańczycy odpadli w półfinale, zajmując ostatecznie trzecie miejsce.